# Relais 4 × 100 mètres féminin aux championnats du monde d'athlétisme 1987
Navigation
Helsinki 1983 Tokyo 1991
L'épreuve du relais 4 × 100 mètres féminin des championnats du monde d'athlétisme 1987 s'est déroulée les 5 et 6 septembre 1987 dans le Stade olympique de Rome, en Italie. Elle est remportée par l'équipe des États-Unis (Alice Brown, Diane Williams, Florence Griffith Joyner et Pam Marshall).

## Résultats

### Finale
| Rang               | Pays                 | Athlètes                                                                                 | Temps   | Notes |
| ------------------ | -------------------- | ---------------------------------------------------------------------------------------- | ------- | ----- |
| Médaille d'or      | États-Unis           | Alice Brown Diane Williams Florence Griffith Joyner Pam Marshall                         | 41 s 58 | CR    |
| Médaille d'argent  | Allemagne de l'Est   | Silke Gladisch-Möller Cornelia Riefstahl-Oschkenat Kerstin Behrendt Marlies Oelsner-Göhr | 41 s 95 |       |
| Médaille de bronze | Union soviétique     | Irina Slyusar Natalya Pomoshchnikova Natalya German Olga Antonova                        | 42 s 33 |       |
| 4                  | Bulgarie             | Ginka Zagorcheva Anelia Nuneva Nadezhda Georgieva Valya Demireva                         | 42 s 71 |       |
| 5                  | Allemagne de l'Ouest | Silke-Beate Knoll Ulrike Sarvari Andrea Thomas Ute Thimm                                 | 43 s 20 |       |
| 6                  | Canada               | Angela Bailey Angela Phipps Angella Taylor-Issajenko Keturah Anderson                    | 43 s 26 |       |
| 7                  | Cuba                 | Eusebia Riquelme Aliuska López Susana Armenteros Liliana Allen                           | 43 s 66 |       |
| 8                  | France               | Françoise Leroux Marie-Christine Cazier Laurence Bily Muriel Leroy                       | 43 s 75 |       |

### Séries
| Rang | Série | Pays                 | Athlètes                                                               | Temps   | Notes |
| ---- | ----- | -------------------- | ---------------------------------------------------------------------- | ------- | ----- |
| 1    | 2     | États-Unis           | Alice Brown Diane Williams Florence Griffith-Joyner Pam Marshall       | 41 s 96 | Q     |
| 2    | 2     | Union soviétique     | Irina Slyusar Natalya Voronova Natalya Herman Olga Antonova            | 42 s 47 | Q     |
| 3    | 1     | Allemagne de l'Est   | Silke Gladisch-Möller Cornelia Oschkenat Kerstin Behrendt Marlies Göhr | 42 s 96 | Q     |
| 4    | 1     | Canada               | Angela Bailey Angela Phipps Angella Taylor-Issajenko Keturah Anderson  | 43 s 30 | Q     |
| 5    | 1     | Allemagne de l'Ouest | Silke Knoll Ulrike Sarvari Andrea Thomas Ute Thimm                     | 43 s 32 | Q     |
| 6    | 1     | Bulgarie             | Ginka Zagorcheva Anelia Nuneva Nadezhda Georgieva Valya Demirave       | 43 s 50 | Q     |
| 7    | 2     | Cuba                 | Eusebia Riquelme Aliuska López Susana Armenteros Liliana Allen         | 43 s 53 | Q     |
| 8    | 2     | France               | Françoise Leroux Marie-Christine Cazier Laurence Bily Muriel Leroy     | 43 s 59 | Q     |
| 9    | 1     | Nigeria              | Beatrice Utondu Tina Iheagwam Mary Onyali Falilat Ogunkoya             | 43 s 95 |       |
| 10   | 2     | Royaume-Uni          | Eleanor Cohen Joan Baptiste Wendy Hoyte Paula Dunn                     | 44 s 21 |       |
| 11   | 1     | Ghana                | Mercy Addy Diana Yankey Cynthia Quartey Martha Appiah                  | 44 s 28 |       |
| 12   | 2     | Italie               | Rita Angotzi Patrizia Lombardo Annarita Balzani Marisa Masullo         | 44 s 49 |       |
| 13   | 2     | Inde                 | Ashwini Nachappa Vandana Shanbag Sany Joseph Vandana Rao               | 46 s 32 |       |
| -    | 1     | Brésil               | Ines Ribeiro Claudilea Dos Santos Sheila de Oliveira Cleide Amaral     | DNS     |       |

## Légende
Records et Performances
- AR : Record continental (area record)
- CR : Record des championnats (championship record)
- MR : Record du meeting (meet record)
- NR : Record national (national record)
- OR : Record olympique (olympic record)
- PR : Record paralympique (paralympic record)
- PB : Record personnel (personal best)
- SB : Meilleure performance personnelle de la saison (season's best)
- WL : Meilleure performance mondiale de l'année (world leader)
- WJR : Record du monde junior (world junior record)
- WR : Record du monde (world record)

Circonstances et Conditions
- DNF : N'a pas terminé (did not finish)
- DNS : N'a pas pris le départ (did not start)
- DQ : Disqualification (disqualification)
- NM : Aucun essai valable enregistré (No Mark)
- Q : Qualifié « directement » au prochain tour (ou à la prochaine compétition), lors d'une compétition majeure, grâce au classement ou à la réalisation des minima (automatic qualifier)
- q : Qualifié au prochain tour (ou à la prochaine compétition), lors d'une compétition majeure, grâce au repêchage ou à la réalisation de l'une des meilleures performances parmi celles des « non qualifiés directement » (grâce au meilleur temps ou à la meilleure distance par exemple) (secondary qualifier)